# Стивенс Ранч (Калифорнија)
Стивенс Ранч (енгл. Stevenson Ranch) насељено је место без административног статуса у америчкој савезној држави Калифорнија.

## Демографија
По попису из 2010. године број становника је 17.557.
| Група             | 2000.    | 2010.         |
| Белци             | 0 (0,0%) | 9.469 (53,9%) |
| Афроамериканци    | 0 (0,0%) | 606 (3,5%)    |
| Азијати           | 0 (0,0%) | 4.028 (22,9%) |
| Хиспаноамериканци | 0 (0,0%) | 2.827 (16,1%) |
| Укупно            | 0        | 17.557        |